# Stade de Moutendé
Stade de Moutendé je nogometno igralište u Apatouu, u Francuskoj Gijani. Na stadionu svoje domaće utakmice igra ASC Agouado iz Prve nogometne lige Francuske Gijane. Kapacitet igrališta je 1000 posjetitelja.